# Pseudarachna nohinohi
Pseudarachna nohinohi är en kräftdjursart som beskrevs av Kelly L. Merrin 2006. Pseudarachna nohinohi ingår i släktet Pseudarachna och familjen Munnopsidae. Inga underarter finns listade i Catalogue of Life.